# Lukashin
Lukashin (en arménien Լուկաշին) est une communauté rurale du marz d'Armavir, en Arménie. Elle compte 2 746 habitants en 2009.